# Centruroides panamensis
Espèce
Centruroides panamensis est une espèce de scorpions de la famille des Buthidae.

## Distribution
Cette espèce est endémique de la province de Chiriquí au Panama. Elle se rencontre au pied du Barú.

## Description
Le mâle holotype mesure 65,4 mm, les mâles mesurent de 60,6 à 65,4 mm et les femelles de 52,9 à 64,1 mm.

## Étymologie
Son nom d'espèce, composé de panam[a] et du suffixe latin -ensis, « qui vit dans, qui habite », lui a été donné en référence au lieu de sa découverte, le Panama.

## Publication originale
- Arias & Esposito, 2014 : « A new species of Centruroides Marx (Scorpiones: Buthidae) from Panama and new distribution records for Centruroides bicolor (Pocock, 1898) and Centruroides granosus (Thorell, 1876). » Zootaxa, no 3795(3), p. 373-382.